# DeKalb, Illinois
DeKalb, Illinois là một thành phố thuộc quận DeKalb của bang Illinois, Hoa Kỳ. Thành phố có tổng diện tích 42,23 km², trong đó diện tích đất là km². Theo điều tra dân số Hoa Kỳ năm 2010, thành phố có dân số 43.862 người, tăng từ 39.018 người theo cuộc điều tra dân số 2000. Thành phố được đặt tên theo vị anh hùng thời chiến Johann De Kalb, người đã chết trong chiến tranh cách mạng Mỹ.
Được thành lập vào năm 1837, DeKalb vẫn còn là một cộng đồng nhỏ cho đến khi sự xuất hiện của Công ty Vận tải Chicago và Bắc Tây vào năm 1853. Vị trí trung tâm của DeKalb mang lại vận chuyển dễ dàng hơn các loại cây trồng và tiếp cận với những thị trường lớn. Nông nghiệp là hoạt động kinh tế chính cho đến giai đoạn 1873-4 khi nông dân Joseph Glidden phát triển dây thép gai và bắt đầu sản xuất hàng loạt sáng chế mới của mình. Glidden đã bán một nửa doanh nghiệp của mình cho một thương gia là Isaac L. Ellwood và hai người thành lập Công ty Hàng Rào Kẽm Gai (tiếng Anh: Barb Fence Company).
Năm 1895, Trường sư phạm bang Northern Illinois được thành lập, sau này trở thành Đại học Northern Illinois với các ngành kinh doanh, điều dưỡng, giáo dục, kỹ thuật, và các chương trình âm nhạc.
Theo Cục Điều tra Dân số Hoa Kỳ, thành phố có tổng diện tích là 12,6 dặm vuông (33 km²), trong đó, 12,6 dặm vuông (33 km²) của nó là đất và 0,08% là nước.
Sông Kishwaukee chảy về phía bắc qua thành phố DeKalb, Illinois.